# Le coppie
Le coppie is een Italiaanse episodefilm uit 1970 onder regie van Vittorio De Sica, Mario Monicelli en Alberto Sordi.

## Verhaal
De film bestaat uit drie segmenten en handelt over koppels. In Il frigerigero  koopt een naar Turijn uitgeweken koppel een koelkast op afbetaling. In La camera beslist een metaalarbeider om zijn huwelijksverjaardag te vieren in een luxehotel in Sardinië. In Il leone stellen twee mensen die overspel willen plegen vast dat het huis waar ze hebben afgesproken, wordt versperd door een leeuw.

## Rolverdeling
| Acteur             | Personage                  |
| ------------------ | -------------------------- |
| Alberto Sordi      | Giacinto Colonna / Antonio |
| Monica Vitti       | Adele / Giulia             |
| Enzo Jannacci      | Gavino                     |
| Rossana Di Lorenzo | Erminia Colonna            |